# YF-29 デュランダル
YF-29 デュランダル（ワイエフ にじゅうきゅう デュランダル、Durandal）は、アニメを中心とする作品群「マクロスシリーズ」に登場する架空の兵器。初登場は、2部構成のアニメーション映画『劇場版 マクロスF』の完結編で、2011年に公開された『劇場版 マクロスF 恋離飛翼〜サヨナラノツバサ〜』。
シリーズ内の主要兵器である、ファイター（航空機）・ガウォーク（中間形態）・バトロイド（人型）への三段変形機構をもつ可変戦闘機（ヴァリアブル・ファイター＝VF）シリーズのひとつ。愛称（ペットネーム）の「デュランダル」は、フランスの叙事詩『ローランの歌』の主人公が持つ聖剣の名前に由来する。プラモデルや超合金、トレーディングカードゲーム『マクロスクルセイド』では「デュランダルバルキリー (Durandal Valkirie) 」という名称になっている。メカニックデザインは河森正治の手による。

## 概要
『マクロスF』のテレビシリーズ開始から3年が経過し、完結編ならではのサプライズが必要ということから劇場版オリジナルのVFとしてデザインされた。劇中では主人公早乙女アルトの専用機として登場する。VF-25 メサイアおよびVF-27 ルシファーとは共通の設計母体を持つ姉妹機だが、これらの機体よりも高性能の最新鋭機として設定されている。機体形状は、VF-9 カットラスやVF-19 エクスカリバーと同様の前進翼と、VF-27と同様の4発式エンジンが特徴で、実在の戦闘機に近い形状を持つVF-25に比べてSFメカ的な形状になっている。ペットネームもVF-9、VF-19を踏襲し刀剣の名を取っている。デザインのコンセプトは「スーパーパック」が標準装備になった機体。
カラーリングは、試作機らしさが強調された赤と白のツートンとなっている。白い機体ではアルトの前の搭乗機であるVF-25Fとの差別化が難しく、逆に赤一色ではブレラ・スターンが搭乗するVF-27γと区別しづらいという理由からこの配色となった。デザイナーの河森正治は配色による差別化以外にも、単純にエンジンを4発にしただけではVF-27との違いを出せず、さらに開発時期がVF-25と重なっているという設定だったのでVF-25から大きく逸脱したデザインにできないことに苦心したといい、「前進翼は最後の手段」「マクロス世界だと、イサムやバサラをはじめ前進翼は伝統的にカブキ者の機体っていう感じがしますしね（笑）」と語っている。デザイン開始当初は「VF-25改」と呼称されていたが、作業の進展に伴って変更された。ナンバリングの「29」は「マクロスシリーズ」29周年に由来する。設定では「マクロスシリーズ」における最新鋭機のため、河森はシリーズ最強の機体として本機を挙げている。
バンダイナムコゲームスより発売されたPlayStation 3用ゲームソフト『マクロスラストフロンティア』や『マクロス30 銀河を繋ぐ歌声』ではオリジナルのバリエーション機が登場しており、商品化もされている。
バンダイからはプラモデルや超合金などの商品展開が行われており、劇中には登場しない独自のカラーリングやマーキングが施された商品も存在する（後述）。

## 機体解説
新星インダストリー社MF（マクロス･フロンティア）工廠とL.A.I社が、YF-24 エボリューション-を原型に共同開発した「超可変戦闘機」とも呼ばれる試作機。同じくYF-24から派生したVF-25 メサイアやVF-27 ルシファーの姉妹機でもある。
設計段階から対バジュラ戦を想定した初の機体であり、多数の火器に加えて超高純度の「フォールドクォーツ」を用いた「フォールドウェーブシステム」を採用したことで、他の系列機を凌駕する高性能を発揮する。肝心のクォーツが標的であるバジュラ自身の体内でしか精製できない稀少物質ゆえに開発は大きく難航していた。のちにマクロス・フロンティア船団が、バジュラとの戦闘で大量のクォーツを入手したことでようやく完成に至る。
主翼形状は、大気圏内での運動性向上に有利な前進翼を採用。これは、VFシリーズとしてはVF-9 カットラス、VF-19 エクスカリバーに続いて3例目となる。左右の脚部と外翼に各1基ずつ、計4基のステージII熱核反応タービンエンジンが搭載されており、ノーマル状態でもスーパーパック装備のVF-27と同等の機動性を発揮する。主翼と外部エンジンポッドには翼面と推力の偏向機能が備えられており、トルネードパックのようにノズル角度を適宜を変えることで、通常の機体では行えないような複雑な機動を実現している。また、機体側とエンジンポッド間の内翼部分を縮めることで、大気圏内用の高速モードとなる。
YF-24シリーズの特徴であるコックピットの「EX-ギアシステム」やフォールドクォーツを用いた慣性蓄積コンバーター「ISC」などの諸機能も完備されているが、使用されているクォーツの総量に比例してISCの対G限界が大幅に高められている。そのため、サイボーグ兵専用であるVF-27を上回る機動性にもかかわらず生身の人間が操縦できる。
VF-25のトルネードパックは、もともとはオプション装備でYF-29の性能に近づけるために製作されたもので、YF-29用の装備を開発するためのテストに用いられていた。またVF-27はL.A.I経由でリークされたYF-29の情報をもとに開発されたために、4発エンジン装備など機体構成はYF-29に近いものとなっているほか、『マクロスF』の約1年前を舞台とする小説『マクロス・ザ・ライド』においても、YF-28もしくはYF-29と推測されるデータを入手しているとギャラクシー船団側の人間から言及がある。
YF-29の持つ能力でとくに重要なのはバジュラとのコミュニケーション能力である。YF-29は大出力のフォールドウェーブプロジェクターを搭載しており、シェリル・ノームとランカ・リーの歌をバジュラに届ける役割を果たし、戦争終結に貢献する。

### 武装
ラミントンES-25A 25ミリ高速機関砲
VF-25とVF-27では主翼基部に固定装備されている実弾砲。頭部の両側に計2門を装備している。
ハワード / LAI HPB-01A 重量子ビームガンポッド
本機専用に開発された携行式の大型ビーム砲。ファイター形態では通常のガンポッドと同様に機体底面に懸架される。通常時は連射式のビームガトリングであり、バーストモード時には展開して重量子ビーム砲となる。
TW2-MDE/M25 隠顕式連装MDEビーム砲
VF-25用トルネードパックに搭載されていた連装式ビーム砲の改良型。ファイター形態時は機体上面尾部に収納され、ガウォーク・バトロイド形態では上面のフレームが外れて砲身が伸長することで旋回式のビーム砲となる。
ビフォーズMBL-02 マイクロミサイルランチャー
外翼エンジンポッドに各2基、肩や両脚のコンフォーマル武装パックに各4基ずつ計12基設置されたランチャーに最大100発のマイクロミサイルを格納する。対バジュラ用のMDE（マイクロ・ディメンション・イーター）仕様弾頭に対応している。
アサルトナイフ
VF-25と同じ仕様のものを左腕シールドに装備している。劇中ではバジュラをインプラントから解放する際に使用。

### フォールドウェーブシステム
YF-29をほかのVFと一線を画す「超可変戦闘機」たらしめているシステムとして「フォールドウェーブシステム」が挙げられる。これは1000カラット級の超高純度フォールドクォーツ「賢者の石」から無尽蔵のエネルギー供給を可能にする代物で、機体各所にそれぞれ4基のフォールドウェーブデバイスを搭載している。ペットネームの由来となった聖剣デュランダルの黄金の柄には4つの聖遺物が収められていたという話にならい、4基のデバイスも右翼基部「聖ペテロの歯」、右翼エンジンポッド部「聖バジルの血」、左翼エンジンポッド部「聖ドゥニの毛髪」、左翼基部「聖母マリアの衣片」の名称が付けられている。
このシステムの働きにより、熱核タービンエンジンの性能を限界以上まで引き出し、エネルギー転換装甲の常時フル稼働を可能にした。さらにフォールドウェーブの解析・増幅・探知の機能も有する。フォールドクォーツの力を解放したオーバードライブ状態では機体が金色の光で包まれ、機体性能がさらに飛躍的に高まる。

### オプションパック
スーパーパック
高機動 / 推進剤パック、大出力フォールド・ウェーブ・プロジェクター / マイクロミサイルポッド×2、化学ロケットブースター（SLE-7A ロケットエンジン）およびシールド用追加装甲ユニットで構成される大気圏内外兼用オプションパック。装備状態は「YF-29スーパーパック装備」と呼称される。
宇宙空間用推進剤ポッドと高機動スラスターで構成される高機動 / 推進剤パックは、外翼エンジンを覆うように装着。さらにそこから伸びる翼状の装甲の先端に、ミサイルポッドおよびフォールド・ウェーブ・プロジェクターが一体化した複合武装ユニットが取り付けられている。高機動 / 推進剤パックと複合武装ユニットは併せて外翼全体に被せて装着する形式のため、翼が一回り大きくなる。そのため、主翼を高速モード形態で収納して縮小している。VF-25用スーパーパックから流用した化学ロケットブースターは主翼後端に装着する。シールド用追加装甲はVF-25用と同じくシールドの表面に追加パーツが装着されるが、側面や先端（ファイター時の後端）も一部カバーするかたちになっている点が異なる。その際、シールド内部に収納されているアサルトナイフの使用を妨げないように設計されている。
大気圏外と大気圏内では形状が異なる。大気圏外ではフォールド・ウェーブ・プロジェクターを展開するが、大気圏内では空力の関係でプロジェクターを収納する。また、高機動 / 推進剤パックのうち推進剤タンクを、さらには燃料を使い切った場合化学ロケットブースターを大気圏内では排除する。
劇中において最後の決戦に使用され、そのなかでAIF-9V（ゴーストV-9）を3機随伴したスーパーパック装備のVF-27と対戦する。1対4の戦力差にもかかわらず互角以上の戦闘を展開し、ゴーストV-9を本体は無傷のまま全機撃墜する。スーパーパックは最後のゴーストとの戦闘中に左翼側ユニットに被弾。そのままパージして空中でのミサイル発射台として使用し、ゴーストを撃墜する。

## バリエーション
YF-29 デュランダル アルト機
『劇場版マクロスF サヨナラノツバサ』に登場。新星インダストリーのマクロス・フロンティア工廠で製作された試作機をS.M.Sに回したもの。バジュラ本星決戦に投入される機体。カラーリングは機首および主翼前部が白で、残りが赤。メインカメラはゴーグル型で、頭部には1本の角と両耳部に25mm高速機関砲が搭載されている。なお、アルト機はVF-25用のパーツを流用し、急遽完成させて実戦投入されたため、本来のYF-29とは若干異なるという設定になっている。機体番号はS.M.S 007。
YF-29 デュランダル オズマ機
ゲーム『マクロスラストフロンティア』の#7「スカル・コンバット」に登場。スカル小隊の対バジュラ用のシミュレータでの訓練でオズマが隊長特権で使用する。カラーリングは黒に近いグレー地に黒と黄色のラインが入っている。頭部形状はバイザーが装着されたデュアルアイになっており、頭部機関砲が4門に増設されている。機体番号はS.M.S 001。
YF-29 デュランダル イサム機
ゲーム『マクロスラストフロンティア』で特定の条件を満たすことで使用可能になる隠し機体。カラーリングはYF-19に近いクリーム色地に黒と赤のラインが入っている。機体番号はS.M.S 136。
『マクロス30 銀河を繋ぐ歌声』にも登場。こちらは頭部機関砲が1門で、YF-19に近くなっている。また、ガンポッドに銃剣がついている。シャロン・アップルがイサムのために用意した機体だが、その入手経路は不明。
YF-29B パーツィバル
ゲーム『マクロス30 銀河を繋ぐ歌声』にて設定された、新星インダストリー地球本社で製作されたYF-29の地球本国仕様。
YF-29B パーツィバル ロッド機
ゲーム『マクロス30 銀河を繋ぐ歌声』に登場。新統合軍の特殊部隊「ハーヴァマール」所属のロッド・バルトマーの機体。青と紺のカラーリングとなっており、カメラの形状も異なる。ガンポッドの先端には収納式の銃剣を備える。機体番号は001。

YF-29 マーキングバルキリー
ゲーム『マクロス30 銀河を繋ぐ歌声』に登場。通常版・限定版の初回封入特典のプロトダクトコードで貰えるシェリルとランカのイラストが機体に描かれた痛バルキリー仕様。
YF-29 デュランダル マックス機
映画『劇場版マクロスΔ 絶対LIVE!!!!!!』に登場。ケイオス・リスタニア支部所属艦「マクロス・ギガシオン」の艦長であるマクシミリアン・ジーナス（マックス）が、みずから出撃する際に搭乗する専用機。マックスの歴代の乗機と同様の青と白のパーソナル・カラーで塗られており、背部には青と赤に塗られた双翼のうえに「M」を二つ重ねたジーナス家の紋章が描かれている。二つの「M」はマックス本人と妻であるミリア・ファリーナ・ジーナスの頭文字を意味し、双翼の色は同じくマックスとミリアのパーソナル・カラーを取り入れている。この紋章は、孫娘のミラージュ・ファリーナ・ジーナスが搭乗するVF-31AX カイロスプラスにも受け継がれている。

## 商品展開
1/100 YF-29 デュランダルバルキリー ファイターモード
バンダイホビー事業部より発売された、ファイター形態固定の1/100スケールモデル。2011年2月26日に、仕様の異なる下記の3種が同時発売された。
- アルト機 - 成形色と付属のマーキングシール・デカールで、白と赤に黒のラインの劇中カラーを再現。ボックスアートは天神英貴。
- ランカマーキングVer. - 映画には登場しないオリジナルカラー版。カラーリングは淡い緑で、江端里沙による恋離飛翼キービジュアル第1弾の「魔法少女パステル」に扮するランカ・リーのイラストのマーキングシールが付属する。
- シェリルマーキングVer. - 映画には登場しないオリジナルカラー版。カラーリングは白と青で、恋離飛翼キービジュアル第2弾の「オルレアンの少女」に扮するシェリル・ノームのイラストのマーキングシールが付属する。

HG（ハイグレード） 1/100 YF-29 デュランダルバルキリー
一部に差し替えパーツを使用することで各形態の形状と可動を両立させる「差替三段変形」（ショートカットチェンジ）を採用した商品。成型色と隠蔽性に優れた極薄のネーマーシールで劇中の機体色を再現している。
2023年8月に早乙女アルト機、10月にはスーパーパーツ付属の「フルセットパック」版となったマクシミリアン・ジーナス（マックス）機が発売予定。アルト機用のスーパーパックは、別売りの「拡張セット」としてプレミアムバンダイで受注販売される。
マクロスFスイング03
バンダイからガシャポンで発売されたキーチェーン。丸みをおびた形状にディフォルメされたキャラクターやYF-29がラインナップされている。痛車のようなオリジナルカラーのものも存在する。
- YF-29 （アルト機） - 劇中と同じ赤白のアルト機カラー。
- 痛YF-29 （ランカVer.） - 映画には登場しないオリジナルカラー版。ランカをイメージした緑のカラーリングのYF-29。
- 痛YF-29 （シェリルVer.） - 映画には登場しないオリジナルカラー版。シェリルをイメージしたYF-29。プラモデルとは違い色はピンクとなっている。

DX超合金 YF-29 デュランダルバルキリー
バンダイコレクターズ事業部より発売。3形態への完全変形を再現した完成品トイ。同シリーズから発売されたVF-25・VF-27からの技術蓄積により、変形機構やギミックなどはより進化したものになっている。
- 早乙女アルト機 - 劇中と同じ赤白のアルト機カラー。2011年6月25日発売。専用のスーパーパック(商品名は「スーパーパーツ」)が「魂ウェブ商店」にて受注販売された。2020年10月にはこれをもとにさまざまな部分に改良を加え、スーパーパーツとともに販売したリニューアル品「フルセットパック」が発売された。
- 30周年記念カラー - VF-1S バルキリー・ロイ・フォッカースペシャルを意識した白地に黄色と黒のオリジナルカラーリング版。胸部には頭蓋骨のマーキングが入っており、機体ナンバーは030となっている。「マクロスシリーズ」30周年となる2012年の10月発売。パイロットについてはとくに設定されていない。「魂ウェブ商店」にての受注販売の専用スーパーパックが2013年5月に発売。
- イサム機 -ゲーム『マクロス30 銀河を繋ぐ歌声』に登場するイサム機カラー。「魂ウェブ商店」にての受注販売で2013年12月発売。YF-19をイメージした専用頭部とガンナイフが装着された専用ガンポッドが付属する。「魂ウェブ商店」にての受注販売の専用スーパーパックが2014年5月に発売。
- オズマ機 - 2014年5月10日発売。専用スーパーパックは「魂ウェブ商店」限定で9月発売。

DX超合金 YF-29B パーツィバル
バンダイより発売。YF-29のバリエーション機でこちらも三段変形可能。
- ロッド機 - 『マクロス30』に登場するネイビーのカラーリングのロッド機。2015年7月発売。